# Luca Laurenti
Luca Laurenti (Roma, 29 aprile 1963) è un personaggio televisivo, cantante, attore e doppiatore italiano.

## Biografia
È nato a Roma il 29 aprile 1963 da una famiglia d'origine molisana di Salcito e di Bagnoli del Trigno. 
Persona introversa fin da bambino, ha spesso avuto difficoltà nel comunicare con il mondo esterno, manifestando paure e fobie, tra cui l'agorafobia. La sua timidezza si è manifestata anche attraverso una forte balbuzie, un ostacolo riuscito a gestire nel tempo anche grazie al sostegno amorevole di sua madre. La passione per la musica nasce quando da piccolo la madre gli comprò un pianoforte; questo lo porterà ad esprimere a pieno la sua vena artistica, arrivando da grande ad esibirsi in eventi quali feste private, nei pianobar e nei villaggi turistici.

### Carriera

#### I primi esordi televisivi e radiofonici
Nel 1986 Laurenti inizia a lavorare in televisione presso GBR, una rete televisiva romana, grazie all'introduzione di Gianni Ippoliti, cliente della banca in cui lavorava suo padre e conduttore dei programmi Provini e Dibattito!, in onda su Italia 1, in cui nel 1988 lo stesso Laurenti si fa notare. La svolta arriva quando egli partecipa a un provino davanti a Paolo Bonolis e all'autore Dario Viola, avendo essi l'esigenza di trovare un cantante e tastierista per i loro programmi televisivi. Laurenti appare impacciato e dalla voce inadatta, ma quando si esibisce in Overjoyed di Stevie Wonder stupisce i due e Bonolis decide di assumerlo anche come spalla comica per sé stesso. Ha inoltre lavorato dal 1992 al 1995 a Radio DeeJay, nel programma Baldini-Ama-Laurenti, per poi passare a Radio Capital per condurre insieme con Amadeus e DJ Angelo il programma Due meno dieci.

#### La collaborazione con Paolo Bonolis
Laurenti ottiene un grande successo nel 1991 con Paolo Bonolis in Urka! in onda su Italia 1 con Brunella Andreoli e Leo Valli e fa parte anche del cast de Il gioco dei 9 presentato da Gerry Scotti.
Con Paolo Bonolis darà vita a un sodalizio artistico. Oltre a Urka! i due lavoreranno insieme in noti vari programmi di Rai e Mediaset: Sabato Notte Live, Fantastica italiana, I cervelloni, Miss Italia nel mondo, Tira & Molla, Il gatto e la volpe, Ciao Darwin, Chi ha incastrato Peter Pan?, Italiani, Striscia la notizia, Serie A - Il grande calcio e Un mercoledì da tifosi, Il senso della vita, Fattore C, Avanti un altro!, la 59ª edizione del Festival di Sanremo, e Music.
Apprezzato per la sua vena ironica e le sue qualità canore, ha fatto parte del cast di Buona Domenica per diverse edizioni: memorabili gli sketch che lo vedono protagonista con Claudio Lippi, nei quali Laurenti doveva indovinare la parola (nel caso di Laurenti, sempre difficilissima) scritta su un cartellino appostogli in fronte.
Dal 19 settembre al 3 ottobre 2008 ha condotto insieme con Barbara d'Urso il varietà Fantasia, in prima serata su Canale 5.
Nel 2014 e nel 2015 collabora, oltre che con Bonolis, anche con Gerry Scotti nel preserale di Canale 5 Avanti un altro!.

## Cinema e televisione
Nel 1999 esordisce al cinema facendo parte del cast del film I fobici, e nel 2000 ha recitato al fianco del duo comico Manuel & Kikka e Biagio Izzo nel film Bodyguards - Guardie del corpo, dove interpreta la parte di sé stesso.
Nel 2001 e nel 2002 è stato anche protagonista delle due stagioni della sit-com Don Luca, andate in onda su Canale 5, e della terza stagione, intitolata Don Luca c'è, andata invece in onda su Italia 1 nel 2008.
Nel 2021 partecipa al programma Star in the Star dove interpreta Claudio Baglioni, arrivando in semifinale. Nel 2024 interpreta proprio Baglioni in una puntata di Tale e quale show al fianco di Massimo Bagnato.

## Attività musicale
Durante l'ultima puntata del Festival di Sanremo 2009, da lui condotto insieme a Paolo Bonolis, presenta una canzone da lui scritta insieme con Francesco Sighieri: Sogni d'Oro.  Un altro suo brano famoso, interpretato in diverse trasmissioni televisive è Innamorarsi noi, tratto dall'album Nudo nel mondo del 1998. Ha cantato con Bonolis in alcune sigle delle trasmissioni di Canale 5: Eo Eo (sigla di Tira & Molla) e Matti (sigla di Ciao Darwin).
Il 9 dicembre del 2000 canta in coppia con Paolo Bonolis per la prima volta Bucatini Disco Dance durante l'undicesima puntata della terza edizione di Ciao Darwin, riscuotendo un grande successo mediatico.
Il 14 novembre 2011 esce nei negozi il singolo Ricordati che devi morire, canzone con la quale è solito irrompere dopo che Bonolis lo presenta all'inizio di ogni puntata di Avanti un altro!.

## Vita privata
Luca Laurenti è sposato dal 1994 con Raffaella Ferrari, avvocato, con la quale ha avuto un figlio di nome Andrea nato nel 1996.

## Programmi televisivi
- Provini (Italia 1, 1988)
- Dibattito! (Italia 1, 1988-1990)
- Televiggiù (Italia 1, 1989)
- Star 90 (Rete 4, 1990) concorrente
- Il gioco dei 9 (Canale 5, 1990-1992)
- Urka! (Italia 1, 1991)
- Sei un fenomeno (Canale 5, 1991)
- Il TG delle vacanze (Canale 5, 1991-1992)
- Sabato Notte Live (Canale 5, 1994)
- Miss Italia 1 (Italia 1, 1995)
- Appuntamento al buio[15] (Italia 1, 1995-1996)
- Fantastica italiana (Rai 1, 1995-1996)
- Miss Italia nel Mondo (Rai 1, 1996)
- I cervelloni (Rai 1, 1996)
- Tira & Molla (Canale 5, 1996-1998)
- Il gatto e la volpe (Canale 5, 1997)
- Buona Domenica (Canale 5, 1997-2006)
- Ciao Darwin (Canale 5, 1998-2000, 2003, 2007, 2010, 2016, 2019, 2023-2024)
- Chi ha incastrato Peter Pan? (Canale 5, 1999-2000, 2009-2010, 2017)
- Striscia la notizia (Canale 5, 2000-2004)
- Italiani (Canale 5, 2001)
- Un mercoledì da tifosi (Canale 5, 2005)
- Il senso della vita (Canale 5, 2005-2008, 2011; Italia 1, 2008)
- Fattore C (Canale 5, 2006)
- Fantasia (Canale 5, 2008)
- Festival di Sanremo (Rai 1, 2009)
- Avanti un altro! (Canale 5, dal 2011)
- Music (Canale 5, 2017)
- Avanti un altro! Pure di sera (Canale 5, 2017-2018, 2021-2022)
- Avanti un altro! An Italian Crime Story (Canale 5, 2018)
- Star in the Star (Canale 5, 2021)  concorrente
- Tale e quale show (Rai 1, 2024) – guest star

## Filmografia

### Cinema
- L'anno dei gatti, regia di Amasi Damiani (1979)
- Torino Boys, regia dei Manetti Bros. (1997)
- I fobici, regia di Giancarlo Scarchilli (1999)
- Body Guards - Guardie del corpo, regia di Neri Parenti (2000)
- Io & Marilyn, regia di Leonardo Pieraccioni (2009)

### Televisione
- Don Luca, regia di Marco Mattolini e Marco Maccaferri – sitcom (2000-2003)
- Don Luca c'è, regia di Duccio Forzano – sitcom (2008)

## Doppiaggio

### Film d'animazione
- Stuart Little in Stuart Little - Un topolino in gamba, Stuart Little 2, Stuart Little 3 - Un topolino nella foresta
- Lenny in Shark Tale
- Ray ne La principessa e il ranocchio
- Forky in Toy Story 4
- Ratto immobiliare in Tom & Jerry
- Gargamella / Razamella ne I Puffi - Il film

### Serie animate
- Dwight ne I Simpson (ep. 19x04)
- Forky ne I perché di Forky

## Discografia

### Album in studio
- 1998 – Nudo nel mondo

### Singoli
- 2001 – Bucatini Disco Dance
- 2011 – Ricordati che devi morire
- 2012 – Palle di Natale

## Riconoscimenti
- Telegatti
  - 2000 – Personaggio maschile dell'anno